# Lovci lvů
Lovci lvů (v originálu The Ghost and the Darkness) je dobrodružný thriller z roku 1996. Byl natočen podle skutečné události, která se odehrála v Africe na konci 19. století, v době kdy světové velmoci toužily po ovládnutí tohoto tajuplného místa. 
Jde o film, ve kterém hrály herecké hvězdy Michael Douglas a Val Kilmer v rolích lovce Remingtona s tajemnou minulostí a plukovníka Johna Pattersona, který staví most přes zdejší řeku. 
Hudba, kterou k filmu složil Jerry Goldsmith, podtrhává napínavý děj a krásnou africkou krajinu, kde se příběh odehrává.

## Děj
Mladý plukovník a inženýr John Patterson získá práci u stavby v Africe od nafoukaného a sadistického Roberta Beaumonta. Tím se mu splní dávný sen, vidět tuto tajuplnou zemi a jediné, co mu kazí odjezd je to, že jeho manželka Helena čeká dítě. Ta mu ale slíbí, že za ním i s malým dítětem přijede a tak se Johnny vydá do Afriky. Zprvu je naprosto nadšený a i přes to, že v Tsavu, městečku, kde má postavit most přes zdejší řeku do pěti měsíců, jsou lidé mnoha národností a náboženství, se vše daří. To ale trvá jen do doby, když začnou v Tsavu útočit dva lvi –⁠⁠⁠⁠⁠ Duch a Temnota, jak se jim začne říkat. Zabíjí dělníky tak často, že se rozhněvaný šéf z Anglie rozhodne poslat jim na pomoc známého lovce lvů –⁠⁠⁠⁠⁠ Remingtona. Začíná napínavý boj s přírodou, při kterém Remingtona v noci odtáhne lev ze stanu a roztrhá ho noc poté, co zabijí jednoho ze lvů. Johnny musí tedy sám bojovat se zbylým z obou lvů a pomstít tak smrt jeho nového přítele a vynikajícího lovce.

## Rozpočet a tržby
- Rozpočet: 55 milionů dolarů
- Tržby v USA: 38 619 405 dolarů
- Tržby celosvětové: 78 000 000 dolarů

## Obsazení
| Michael Douglas   | Charles Remington        |
| Val Kilmer        | plukovník John Patterson |
| Tom Wilkinson     | Robert Beaumont          |
| John Kani         | Samuel                   |
| Emily Mortimerová | Helena Patterson         |
| Om Puri           | Abdullah                 |

## Zajímavosti
- Film je natočen podle skutečné události, která se stala v africkém Tsavu v roce 1898, a o které vydal později John Patterson knížku.
- Patterson uváděl v různých publikacích různé počty obětí, přičemž nejvíce psal o 135 lidech. Toto číslo je ale nejspíše přehnané.
- John Patterson prodal v roce 1925 obě lví kůže s lebkami do muzea v Chicagu za 5000 dolarů, kde jsou vystaveny dodnes. Patterson je oba zabil sám, postava lovce Remingtona ve filmu je vymyšlená.
- Příběh plukovníka Pattersona byl již dvakrát předtím zfilmován, ani jeden snímek ale neslavil úspěch.
- Natáčení filmu probíhalo s živými lvy (kromě jedné scény) –⁠⁠⁠⁠⁠ Caesarem a Bongem. Oba si „zahráli“ i v dalších filmech.